# タイ・プレミアリーグ2001-02
タイ・プレミアリーグ2001-02は、1996-97シーズンに創設されてから6シーズン目のタイ・プレミアリーグである。アドバンスト・インフォ・サービスがスポンサーになり、大会名はGSMタイ・リーグ（タイ語: จีเอสเอ็ม ไทย ลีก, 英語: GSM Thai League）。

## 概要
2001-02年シーズンは、昨年のタイ・ディヴィジョン1リーグの優勝チームが昇格した。タイ・タバコ・モノポリーFCは5シーズンぶりのプレミアリーグ復帰となった。
BECテロ・サーサナが2シーズン連続、通算2回目の優勝を果たした。BECテロ・サーサナはAFCチャンピオンズリーグ2002-2003のグループリーグ出場権、2位のオーソットサパーは予選2回戦出場権を獲得した。BECテロ・サーサナは東南アジアクラブ選手権2003出場権も獲得した。ロイヤル・タイ・ネイビー、ロイヤル・タイ・ポリス、ラッタナ・バンディットの3チームはディヴィジョン1リーグへ降格する。
BECテロ・サーサナのワラウート・スリマカとポート・オーソリティ・オブ・タイランドのPitipong Kuldilokが12得点で得点王に輝いた。ワラウート・スリマカは4シーズンぶり通算2回目の得点王。年間最優秀選手にはバンコク・バンクのApichat Thaweechalermdit、同最優秀監督にはBECテロ・サーサナのアッタポル・プスパコムが選出された。

## 所属チーム（2001-02年シーズン）
- BECテロ・サーサナ （前年優勝）
- ロイヤル・タイ・エアフォース
- ラッタナ・バンディット1
- ポート・オーソリティ・オブ・タイランド
- ロイヤル・タイ・ネイビー
- ロイヤル・タイ・ポリス
- オーソットサパー
- バンコク・バンク
- クルン・タイ・バンク
- シンタナ
- TOT
- タイ・タバコ・モノポリーFC （ディヴィジョン1リーグから昇格）

### チーム名の変更
1 バンコク・メトロポリタン・アドミニストレーションFCは、ラッタナ・バンディットFCに変更した。バンコク・メトロポリタンが資金不足によりプレミアリーグから撤退し、ラッタナ・バンディットが後釜としてチームを引き継ぐ形で参入したとされている（詳細は不明）。2000年シーズン終了後に撤退したタイ・ファーマーズ・バンクに続いて2チーム目の撤退となった。

## 順位表
| 順位 | チーム                                 | 試 | 勝 | 分 | 敗 | 得 | 失 | 差  | 勝点 | 備考                                                                        |
| ---- | -------------------------------------- | -- | -- | -- | -- | -- | -- | --- | ---- | --------------------------------------------------------------------------- |
| 1    | BECテロ・サーサナ (C)                  | 22 | 15 | 5  | 2  | 41 | 11 | +30 | 50   | AFCチャンピオンズリーグ2002-2003・グループリーグ 東南アジアクラブ選手権2003 |
| 2    | オーソットサパー                       | 22 | 13 | 5  | 4  | 34 | 21 | +13 | 44   | AFCチャンピオンズリーグ2002-2003・予選2回戦                                 |
| 3    | バンコク・バンク                       | 22 | 9  | 8  | 5  | 21 | 17 | +4  | 35   |                                                                             |
| 4    | ロイヤル・タイ・エアフォース           | 22 | 8  | 8  | 6  | 23 | 21 | +2  | 32   |                                                                             |
| 5    | シンタナ                               | 22 | 6  | 12 | 4  | 25 | 21 | +4  | 30   |                                                                             |
| 6    | ポート・オーソリティ・オブ・タイランド | 22 | 6  | 10 | 6  | 26 | 23 | +3  | 28   | PAT 2-1 KTB                                                                 |
| 7    | クルン・タイ・バンク                   | 22 | 7  | 7  | 8  | 23 | 23 | 0   | 28   | PAT 2-1 KTB                                                                 |
| 8    | タイ・タバコ・モノポリー               | 22 | 8  | 2  | 12 | 24 | 35 | -11 | 26   |                                                                             |
| 9    | TOT                                    | 22 | 6  | 6  | 10 | 18 | 24 | -6  | 24   |                                                                             |
| 10   | ロイヤル・タイ・ネイビー               | 22 | 6  | 3  | 13 | 14 | 31 | -17 | 21   | ディヴィジョン1リーグ降格                                                   |
| 11   | ロイヤル・タイ・ポリス                 | 22 | 4  | 7  | 11 | 16 | 24 | -8  | 19   | ディヴィジョン1リーグ降格                                                   |
| 12   | ラッタナ・バンディット                 | 22 | 3  | 9  | 10 | 10 | 24 | -14 | 18   | ディヴィジョン1リーグ降格                                                   |

- Thailand 2001/02 - RSSSF (Rec.Sport.Soccer Statistics Foundation)
- Thailand - List of Cup Winners - RSSSF

## 表彰
- 得点王 :  ワラウート・スリマカ （BECテロ・サーサナ）、 Pitipong Kuldilok （ポート・オーソリティ・オブ・タイランド）
- 年間最優秀選手賞 :  Apichat Thaweechalermdit （バンコク・バンク）
- 年間最優秀監督賞 :  アッタポル・プスパコム （BECテロ・サーサナ）

## FAカップ
タイFAカップ2001は、ロイヤル・タイ・エアフォースが優勝した。

## コー・ロイヤルカップ
コー・ロイヤルカップ2002は、プレミアリーグ2位のオーソットサパーが同優勝のBECテロ・サーサナに勝利した。

## タイ・ディヴィジョン1リーグ
タイ・ディヴィジョン1リーグ2001-02は、バンコク・クリスチャン・カレッジが優勝した。バンコク・クリスチャン・カレッジは来シーズンのプレミアリーグに昇格する。